# 松平賴聰
松平賴聰（日语：〔〕／ Matsudaira Yoritoshi，1834年9月6日—1903年10月17日），日本江戶時代後期大名，讚岐高松藩第十一代（最後一代）藩主。

## 生涯
松平賴聰在天保五年（1834年）出生，是第九代藩主松平賴恕第四子。其兄嫡子賴熙在弘化三年（1846年）逝世，故他在嘉永六年（1853年）成為第十代藩主賴胤的養子。文久元年（1861年）七月初八賴胤隱居，七月初九賴聰繼承家督，成為高松藩第十一代藩主。作為幕末動盪時期的親藩，並且和德川慶喜是血緣上的從兄弟，因此他是佐幕派的一分子，負責京都及攝津的警衛。元治元年（1864年）禁門之變時協助幕府守護御所。
慶應四年（1868年）正月初三在鳥羽伏見之戰舊幕府軍中與薩摩藩、長州藩的軍隊作戰。戰後，新政府視他為朝敵，剝奪他所有官職，因此，賴聰的族人松平賴該（松平賴胤庶兄）討論後決定向順從官軍，使他在同年四月官復原職。
在此事以後，松平賴聰遠離藩政，由松崎涉右衛門負責執政。明治二年（1869年）版籍奉還，政府任命他為高松藩知事。明治四年（1871年）因廢藩置縣免去知藩事官職。
明治十七年（1884年）因華族令受封伯爵，明治三十六年（1903年）10月17日去世，享年70歲。
| 松平賴聰        |                                                        |                 |
| 官衔            |                                                        |                 |
| 前任： 松平賴胤 | 高松藩藩主 1861年8月14日－1871年8月29日                | 廢藩置縣        |
| 貴族爵位和頭銜  |                                                        |                 |
| 前任： 松平賴胤 | 高松松平家第11代當主 1861年8月14日－1903年10月17日     | 繼任： 松平賴壽 |
| 新頭銜          | 高松松平家伯爵 （第一代） 1884年7月7日－1903年10月17日 | 繼任： 松平賴壽 |